# دماغه کیپ (گرینلند)
دماغه کِیپ (به گرینلندی: Perlernerit، به دانمارکی: Kap York) دماغه‌ای در سواحل شمال غربی گرینلند، در شمال خلیج بافین است.

## جغرافیا
این یک برجستگی مشخص است. این دماغه انتهای شمال غربی خلیج ملویل به طول ۱۹۰ مایل (۳۱۰ کیلومتر) را مشخص می‌کند، و انتهای دیگر معمولاً به عنوان ویلکاکس هد، دماغه غربی در جزیره کیاتاسوآک تعریف می‌شود. آبدرهٔ دِ دودس و ساید تورکی در شمال دماغه و صخره‌های کریمسون در غرب قرار دارند.
زنجیره ای از جزایر کوچک ساحلی بین دماغه کیپ و دماغه ملویل در شرق امتداد دارد که بزرگ‌ترین آنها جزیره شهاب‌سنگ است. این دماغه ۳۷ کیلومتر (۲۳ مایل) غرب-جنوب غربی ساویسیویک، شهرک واقع در جزیره شهاب‌سنگ است.
یک شهرک دائمی نزدیکتر، پرلرنریت، تقریباً ۲ کیلومتر (۱٫۲ مایل) شمال شرقی دماغه وجود داشت.

## تاریخ
این دماغه یکی از بسیاری از مکان‌هایی بود که در سال ۱۸۹۴ توسط دریاسالار رابرت پیری در طول دومین سفر اکتشافی خود به قطب شمال بازدید شد. راهی به سمت شرق در سراسر خلیج، جزیره ای است که قطعات شهاب سنگ کیپ یورک در آن کشف شده است. در زبان گرینلندی، نام شهرک ساویسیویک در جزیره نزدیک به دماغه به معنای «محل آهن شهاب‌سنگ» (savik = آهن/چاقو) است، اشاره به شهاب‌سنگ‌های متعددی از ۱۰ هزار سال پیش که در این منطقه یافت شده است. تخمین زده می‌شود که این شهاب سنگ قبل از انفجار ۱۰۰ تن وزن داشته است. آهن شهاب‌سنگ اینوئیت‌های مهاجر را از کانادای قطب شمال جذب کرد.